# Liste der Monuments historiques in Wissous
Die Liste der Monuments historiques in Wissous führt die Monuments historiques in der französischen Gemeinde Wissous auf.

## Liste der Bauwerke
| Bezeichnung     | Beschreibung | Standort | Kennzeichnung | Schutzstatus | Datum | Bild |
| --------------- | ------------ | -------- | ------------- | ------------ | ----- | ---- |
| Kirche St-Denis |              | (Lage)   | PA00088047    | Classé       | 1913  |      |

## Liste der Objekte
- Monuments historiques (Objekte) in Wissous der Base Palissy des französischen Kultusministeriums